# 曽我信之
曽我 信之（そが のぶゆき、1952年2月26日 - ）は日本の実業家。株式会社FUJI代表取締役社長を経て、同社代表取締役会長、一般社団法人日本ロボット工業会理事。

## 人物・経歴
岐阜県中津川市出身。1975年名古屋工業大学経営工学科卒業、富士機械製造入社。1997年富士電機製造経営企画室長。2006年富士機械製造ハイテック事業本部事業企画室長。2007年富士機械製造取締役執行役員。2008年富士機械製造取締役常務執行役員。2009年富士機械製造代表取締役社長。2019年社名をFUJIに変更し、同社代表取締役社長。2019年FUJI代表取締役会長に就任。日本ロボット工業会理事や、日本工作機械工業会理事も務めた。2024年、旭日中綬章受章。